# Prey Kandieng
Prey Kandieng es una comuna (khum) del distrito de Peam Ro, en la provincia de Prey Veng, Camboya. En marzo de 2008 tenía una población estimada de 9284 habitantes.
Se encuentra ubicada al sur del país, a escasa distancia de los ríos Mekong y Bassac, y de la frontera con Vietnam.